# Paillettes

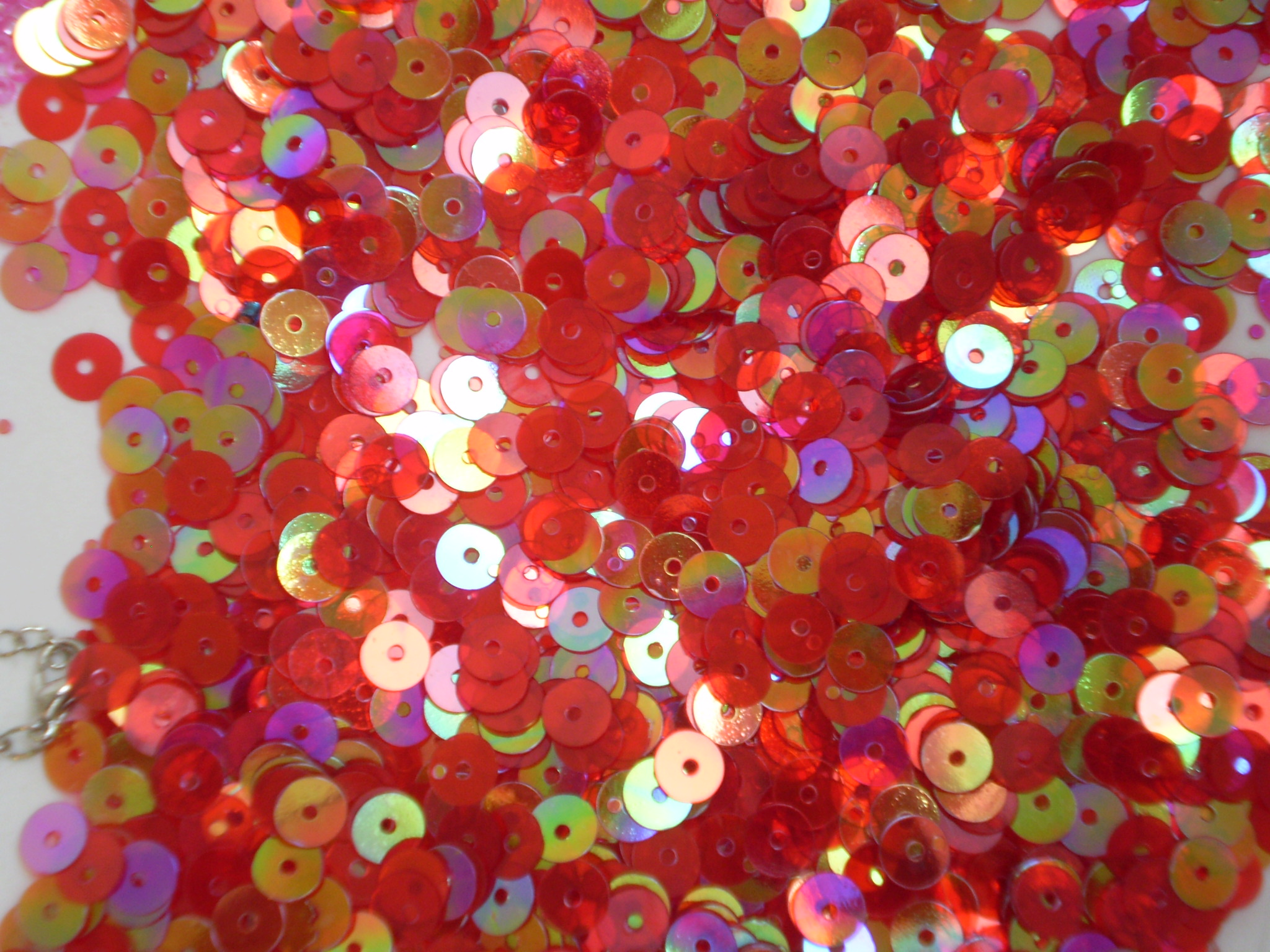

Le paillettes o lustrini, spesso accostati alla bigiotteria detta strass dal nome del suo ideatore Georges Frédéric Strass, sono piccoli dischi di materiale plastico colorato, con una elevata proprietà riflettente. Sono considerate passamaneria.
Grazie al foro centrale vengono applicate mediante cucitura su abiti ed accessori, al fine di ottenere un effetto luminoso e brillante.
Il suo periodo di maggior utilizzo è stato negli anni settanta,  quando esplose la moda delle paillettes e degli strass grazie anche al genere glam-rock che in quel periodo andava per la maggiore.
Le paillettes possono trovarsi adesso in negozi di passamaneria e mercerie.

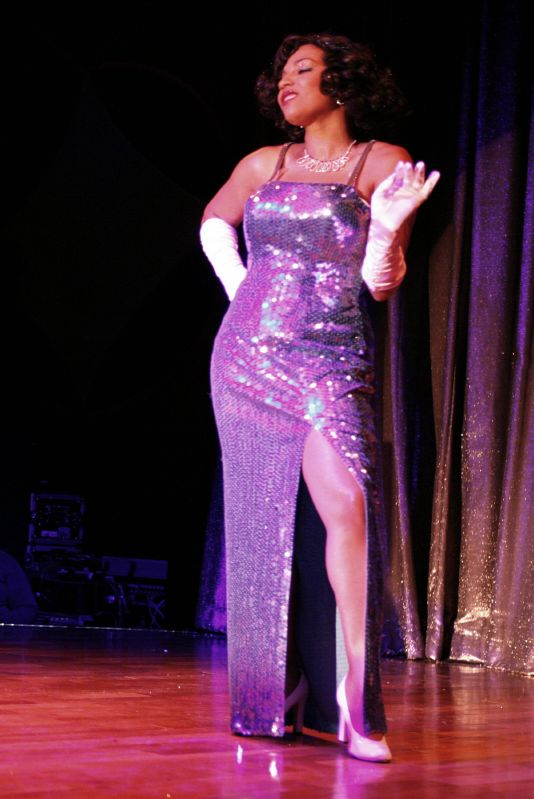
Abito coperto di paillettes